# Janice Rule

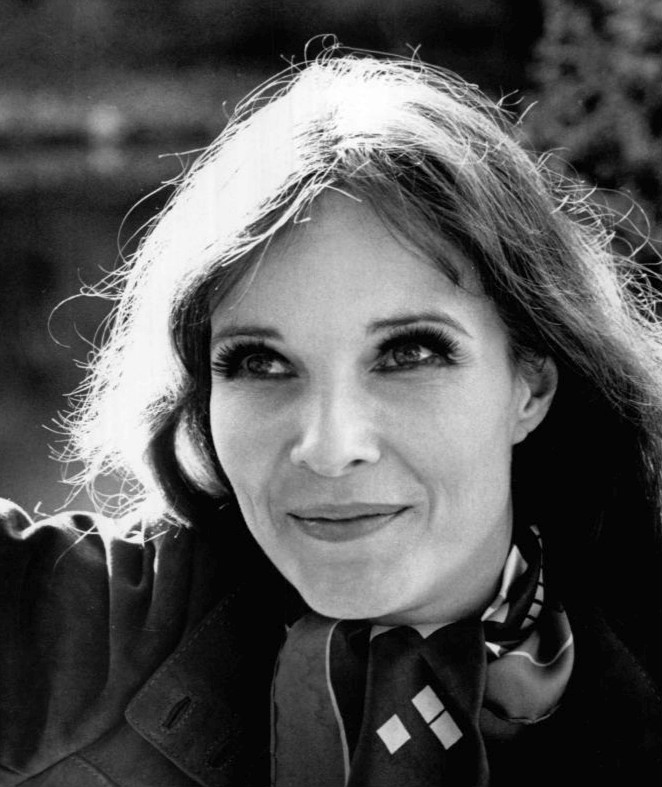
Janice Rule, 1973.

Janice Rule, född 15 augusti 1931 i Norwood i Hamilton County, Ohio, död 17 oktober 2003 i New York, var en amerikansk skådespelare.
Hon var gift med skådespelaren Ben Gazzara 1961–1979.

## Filmografi, urval
- 1958 – Hokus pokus
- 1966 – Den djävulska jakten
- 1967 – Mannen som red in i Dakota
- 1968 – Avslöjad
- 1971 – Eddie Ginley - kanske en deckare
- 1977 – 3 kvinnor
- 1982 – Försvunnen
- 1985 – American Flyers